# Tanatofobia
Ansiedade de Morte é a ansiedade provocada por pensamentos acerca da própria morte, sendo também conhecida como tanatofobia (medo da morte). Essa ansiedade pode impactar significativamente vários aspectos da vida de uma pessoa. A ansiedade de morte difere da necrofobia, que se refere ao medo irracional ou desproporcional de cadáveres ou de qualquer coisa associada à morte. Estudos indicam que a ansiedade de morte afeta diversos grupos demográficos, como homens versus mulheres, jovens versus idosos, etc.
O consenso sociológico e psicológico é de que a ansiedade de morte está presente universalmente em todas as sociedades, embora diferentes culturas manifestem seus aspectos de maneiras e graus distintos.
A ansiedade provocada pelo conteúdo dos pensamentos acerca da morte é, às vezes, classificada por um psiquiatra em ambiente clínico como patológico ou anormal, ou uma combinação dos dois. Essa classificação pressupõe um grau de ansiedade que seja persistente e que interfira no funcionamento cotidiano. Esse elevado nível de ansiedade de morte em idosos pode causar menor integridade do ego e aumento de problemas físicos e psicológicos.
Pesquisadores associaram a ansiedade de morte a diversas condições de saúde mental. Terapias comuns empregadas no tratamento de diversas condições de saúde mental incluem a psicoterapia e a psicanálise. Nessas abordagens, os pacientes exploram o processamento emocional e as adaptações decorrentes de suas experiências psicoterapêuticas, assim como a evolução de sua mente diante das experiências emocionalmente marcantes vividas em sua vida. As psicoterapias e a psicanálise têm sido utilizadas para explorar a ansiedade de morte predatória, bem como as ansiedades de morte existencial e de predador.
Uma meta-análise de intervenções psicológicas direcionadas à ansiedade de morte demonstrou que a Terapia cognitivo-comportamental pode reduzir a ansiedade de morte.

## Tipos
O psicoterapeuta Robert Langs (1928–2014) propôs três causas distintas para a ansiedade de morte: predatória, predador e existencial. Além de sua pesquisa, teóricos como Sigmund Freud, Erik Erikson e Ernest Becker também examinaram a ansiedade de morte e seu impacto no processamento cognitivo.

### Ansiedade de morte predatória
As pessoas experimentam ansiedade de morte tanto de forma consciente quanto inconsciente. Preocupações acerca da morte desempenham um papel significativo no desenvolvimento de diversas disfunções emocionais. A ansiedade de morte predatória origina-se do medo de ser ferido. É a forma mais antiga e básica de ansiedade de morte, com origens no conjunto de recursos adaptativos dos primeiros organismos unicelulares. Esses organismos possuem receptores que evoluíram para reagir a perigos externos, juntamente com mecanismos de autorproteção e respostas destinados a aumentar a probabilidade de sobrevivência diante de ataques ou perigos de natureza química e física. Em humanos, a ansiedade de morte predatória é evocada por diversas situações perigosas que colocam o indivíduo em risco ou ameaçam sua sobrevivência.:617 Essa ansiedade mobiliza os recursos adaptativos do indivíduo e desencadeia uma resposta de luta ou fuga, caracterizada por esforços ativos para combater o perigo ou tentativas de escapar da situação ameaçadora.:617

### Predação ou predador
A ansiedade de morte de predação ou predador é uma forma que surge quando um indivíduo causa dano a outro, física e/ou mentalmente. Essa forma de ansiedade de morte é frequentemente acompanhada de culpa inconsciente. Em teoria freudiana, a culpa inconsciente está geneticamente incorporada às pessoas desde sua pré-história, educação religiosa, filiação religiosa ancestral e ética pessoal. O sentimento ou impulso reprimido gera uma sensação crescente de culpa decorrente de sentimentos desproporcionais. Essa culpa, por sua vez, motiva e encoraja uma variedade de decisões e ações autoimpostas pelo autor do dano.

### Existencial
A ansiedade de morte existencial decorre do conhecimento básico de que a vida humana tem um fim. Sabe-se que a ansiedade de morte existencial é a forma mais poderosa de ansiedade de morte. Diz-se que a linguagem criou a base para a ansiedade de morte existencial por meio de mudanças comunicativas e comportamentais. Outros fatores incluem a consciência da distinção entre o eu e os outros, um pleno senso de identidade pessoal e a capacidade de antecipar o futuro. O psiquiatra existencialista Irvin Yalom afirma que os seres humanos são propensos à ansiedade de morte porque “nossa existência está para sempre sombreada pelo conhecimento de que vamos crescer, florescer e, inevitavelmente, diminuir e morrer.”
Os seres humanos são os únicos seres vivos verdadeiramente conscientes de sua própria mortalidade e que passam tempo refletindo sobre o significado da vida e da morte. A consciência da mortalidade humana surgiu há cerca de 150.000 anos. Nesse curto período evolutivo, os humanos criaram um mecanismo básico pelo qual lidam com as ansiedades existenciais evocados por essa consciência: a negação. A negação ocorre por meio de uma ampla gama de mecanismos mentais e ações físicas, muitos dos quais passam despercebidos. Embora a negação possa ser adaptativa quando usada de forma limitada, seu uso excessivo é mais comum e tem um alto custo emocional. A negação é a raiz de ações tão diversas quanto violar regras, transgredir limites, celebrações maníacas, direcionar violência contra outros, tentar obter riqueza e poder extraordinários, entre outras. Tais comportamentos são frequentemente desencadeados por um trauma relacionado à morte e, embora possam levar a ações construtivas, na maioria das vezes resultam em atitudes prejudiciais a si mesmo e aos outros.

## Teorias

### Tanatofobia
O termo tanatofobia deriva de Tanatos, a Personificação da Morte na Mitologia grega. Sigmund Freud hipotetizou que as pessoas expressam o medo da morte como forma de disfarçar uma preocupação mais profunda. Ele afirmou que o inconsciente não lida com a passagem do tempo nem com negações, os quais não calculam o tempo restante na vida de alguém. Partindo da suposição de que as pessoas não acreditam em suas próprias mortes, Freud especulou que não é a morte em si o que se teme, pois ninguém jamais morreu. Ele suspeitava que os medos relacionados à morte têm origem em conflitos não resolvidos da infância.
A tanatofobia não se restringe apenas à ansiedade de morte, podendo significar um medo intenso e sentimentos gerais de apreensão em relação aos pensamentos sobre a morte. Geralmente, relaciona-se com a morte pessoal, especialmente em indivíduos com doenças terminais que possuem o direito de exigir um tratamento humano para si mesmos. A ansiedade de morte pode abranger o medo da morte, o medo de morrer, o medo de ficar sozinho, o medo do processo de morrer, etc. Diferentes pessoas experimentam esses medos de maneiras distintas, e persiste a dúvida sobre se a ansiedade de morte é o medo da morte em si ou o medo do processo de morrer.
Aqueles que se aproximam da morte passam por uma série de estágios. No livro de Elisabeth Kübler-Ross, Sobre a Morte e o Morrer (1969), são descritos os seguintes estágios: 1) negação de que a morte está próxima, 2) sentimentos de ressentimento em relação àqueles que continuarão vivos, 3) negociação com a ideia de morrer, 4) depressão devido à morte inescapável e 5) aceitação.

### Sabedoria: integridade do ego vs. desespero
O psicólogo do desenvolvimento Erik Erikson formulou a teoria psicossocial segundo a qual as pessoas atravessam uma série de crises à medida que envelhecem. Sua teoria propõe ainda que, ao alcançar os estágios finais da vida, o indivíduo atinge o nível que ele denominou de "Integridade do ego". A integridade do ego caracteriza-se pela aceitação tanto da própria vida quanto da morte inevitável. Sugere-se que, ao atingir a idade avançada, o indivíduo se envolve numa revisão abrangente de sua trajetória. Quando se encontra sentido ou propósito na vida, alcança-se o estágio da integridade; caso contrário, o indivíduo experimenta o desespero, marcado por sentimentos de desprezo e insatisfação. Acredita-se que pessoas que atingem a integridade do ego apresentam níveis menores de ansiedade de morte.
Em um estudo realizado em 2020, pesquisadores investigaram se experiências baseadas em necessidades psicológicas afetavam as atitudes em relação à morte e se a integridade do ego e o desespero desempenhavam papéis importantes nessas atitudes. As experiências baseadas em necessidades referem-se aos sentimentos de autonomia, relacionamento e competência. Os resultados indicaram que, se as necessidades dos participantes fossem satisfeitas, estes apresentariam maior integridade do ego em relação à sua atitude diante da morte, facilitando sua aceitação. Caso contrário, experimentariam maior desespero, implicando níveis mais elevados de ansiedade de morte.

### Teoria da Gestão do Terror
Ernest Becker baseou sua teoria da gestão do terror (TMT) em visões existenciais que acrescentaram uma nova dimensão às teorias anteriores sobre ansiedade de morte. Sua teoria afirma que a ansiedade de morte não é apenas real, mas também a fonte de preocupação mais profunda dos indivíduos. Becker descreveu essa ansiedade como tão intensa que pode gerar medos e fobias no cotidiano, como o medo de ficar sozinho ou de estar em espaços confinados. Segundo ele, muitos comportamentos humanos cotidianos consistem em tentativas de negar a morte e de manter a ansiedade sob rigoroso controle.
Sua teoria sugere que, à medida que o indivíduo desenvolve a saliência da mortalidade, ou seja, torna-se mais consciente da inevitabilidade da morte, ele instintivamente tenta suprimir esse pensamento por medo. Esse comportamento pode variar desde meramente pensar sobre a morte até o desenvolvimento de fobias severas e comportamentos desesperados.:603 De acordo com a TMT, essa consciência intensificada da mortalidade pode levar os indivíduos a se apegarem mais fortemente às suas visões de mundo culturais e à autoestima, como forma de defesa contra a ansiedade existencial, auxiliando na manutenção de seu senso de significado e valor.
A religiosidade pode desempenhar um papel na ansiedade de morte por meio do conceito de medo. Existem duas principais hipóteses acerca da interação entre medo e religião: que o medo motiva a crença religiosa e que a crença religiosa mitiga o medo. A partir disso, Becker desenvolveu a chamada "teoria da gestão do terror". Segundo essa teoria, os seres humanos estão cientes de sua própria mortalidade, o que, por sua vez, gera uma intensa ansiedade existencial. Para lidar com essa ansiedade, os indivíduos buscam a imortalidade, seja de forma literal ou simbólica. A religião geralmente se enquadra na categoria de imortalidade literal, embora, dependendo da crença, possa oferecer ambas as formas de imortalidade. Teoriza-se que aqueles com níveis muito baixos ou muito altos de religiosidade experimentam níveis significativamente menores de ansiedade de morte, enquanto os com religiosidade moderada apresentam os níveis mais elevados. Uma das principais razões para o papel tão relevante da religiosidade na TMT é o aumento da ansiedade existencial de morte, isto é, a crença de que tudo cessa após a morte; nada continua de forma alguma. Diante do profundo temor de uma eliminação absoluta do self, as pessoas tendem a se voltar para a religião, que oferece uma fuga desse destino. Em um estudo meta-analítico realizado em 2016, constatou-se que indivíduos que praticam sua religião cotidianamente e seguem suas doutrinas apresentam taxas mais baixas de ansiedade de morte e medo geral do morrer, em comparação àqueles que apenas se identificam como membros de uma religião, sem praticá-la efetivamente.
Um estudo de 2009 com 135 participantes, no contexto da religião, demonstrou que cristãos obtiveram escores mais baixos de ansiedade de morte do que indivíduos não religiosos, corroborando os princípios da TMT segundo os quais as pessoas buscam a religião para evitar a ansiedade acerca da morte, encontrando conforto em ideias sobre Vida após a morte e Imortalidade. Curiosamente, o estudo também constatou que muçulmanos obtiveram escores muito mais altos de ansiedade de morte do que cristãos e indivíduos não religiosos; entretanto, essa diferença não se mostrou estatisticamente significativa, pois apenas 18 participantes se identificaram como muçulmanos. Esses resultados sugerem a necessidade de investigações adicionais sobre a TMT em diferentes religiões/sectos e o impacto das diversas crenças sobre a vida após a morte nos níveis de ansiedade de morte.

### Ser-para-a-morte de Heidegger
O filósofo alemão Martin Heidegger escreveu sobre a morte como algo conclusivamente determinado – inevitável para todo ser humano – mas que, ao mesmo tempo, revela sua natureza indeterminada, pois ninguém sabe quando ou como a morte ocorrerá. Heidegger não especula sobre a possibilidade de existir algo após a morte; ele argumenta que toda a existência humana está imersa no tempo – passado, presente e futuro –, e que ao considerarmos o futuro, deparamo-nos com a noção de morte, o que gera angústia. Essa angústia pode levar à compreensão de que a morte é uma forma possível de existência, o que Heidegger denominou de "desvelamento". Assim, a angústia pode conduzir a uma liberdade existencial, mas somente se as pessoas deixarem de negar sua mortalidade (o que, na terminologia heideggeriana, é "deixar de negar o ser-para-a-morte").
O filósofo americano Sidney Hook criticou a visão de Heidegger sobre a ansiedade de morte em sua resenha do livro Ser e Tempo, publicado em inglês em 1962. Hook observou que, para Heidegger, a ansiedade de morte "é uma ansiedade primordial, não algo que oscila conforme as mudanças na natureza, na história ou na sociedade", sendo que o temor diz respeito "à possibilidade de que a existência de alguém possa, a qualquer momento, tornar-se finalmente impossível". Hook argumentou que as afirmações de Heidegger eram equivocadas:

Agora, mesmo quando nos tornamos conscientes dessa possibilidade, não há evidência de que normalmente fiquemos ansiosos a respeito dela, a menos que a possibilidade se concretize e pareça provável. Nem Heidegger apresenta razões pelas quais deveríamos nos preocupar. Afinal, como não conseguimos imaginar-nos mortos, isso dificilmente justifica a inferência de que nossa existência é indispensável. O que sabemos sobre as atitudes humanas perante a morte indica que a generalização de Heidegger é falsa. Alguns homens – e não apenas figuras como Sócrates e Spinoza – não sentem ansiedade diante da morte. Muitos acreditam que existem situações muito piores do que a própria morte. Qualquer pessoa sensível consegue imaginar diversas circunstâncias que tornariam a morte um alívio, quase um privilégio.

### Teoria da Gestão do Significado
O trabalho de Paul T. P. Wong sobre a teoria da gestão do significado (MMT) indica que as reações humanas à morte são complexas, multifacetadas e dinâmicas. Seu "Perfil de Atitude em Relação à Morte" identifica três tipos de aceitação da morte: aceitação Neutra, de Aproximação e de Fuga. Além das formas de aceitação, seu trabalho aborda diferentes aspectos do significado do medo da morte, enraizados nas bases da ansiedade de morte. Os dez significados propostos são: finalidade, incerteza, aniquilação, perda última, interrupção do fluxo vital, deixar os entes queridos, dor e solidão, prematuridade e violência da morte, fracasso na conclusão da vida-laboral e centralidade no julgamento e na retribuição.
A teoria também pode ser compreendida a partir da necessidade de sobrevivência dos seres humanos. Diversas proposições da MMT relacionadas ao significado evidenciam como buscamos atender às nossas necessidades básicas de sobrevivência e felicidade.
1. Os seres humanos são seres bio‑psico‑sociais‑espirituais. São programados para buscar conexão e transcendência. A mentalidade psicológica de cada indivíduo influencia a forma como desenvolve mecanismos de enfrentamento para o Estresse, emoções, personalidade individual e processos cognitivos.[41] Quando uma pessoa possui crenças e valores espirituais, tais convicções podem ajudar a protegê-la e a amenizar o medo e a ansiedade da morte, propiciando sua aceitação – diferentemente de alguém que não adota crenças holísticas ou religiosas.

1. Os seres humanos são criaturas que buscam e constroem significado. Vivemos em um mundo social no qual atribuímos sentido e propósito às nossas vidas. Nosso progresso e felicidade dependem, em grande parte, de questionarmos, pensarmos, imaginarmos, contarmos histórias e usarmos símbolos para comunicar ideias e experiências.[42] Quando nos engajamos ativamente no mundo e acumulamos experiências, conseguimos criar unidade e coerência em nossa existência. A MMT teorizou que o sentimento de pertencimento, propósito e significado pode proteger contra a ansiedade de morte, gerando sentimentos de controle interno e independência.

1. Os seres humanos possuem duas motivações primárias: (a) sobreviver e (b) encontrar sentido e razão para a sobrevivência. O instinto natural de sobrevivência está presente em todos os indivíduos, impulsionado pelo temor da extinção. A MMT postula que, quando confrontados com a perspectiva de viver uma vida de sofrimento e turbulência, as pessoas desenvolvem uma iniciativa interna para buscar razões para viver, apesar da dor e do sofrimento. Irvin D. Yalom sugere que a capacidade de abraçar a incerteza é fundamental, embora a posse do conhecimento seja superior à ignorância. Navegar pelas complexidades da vida envolve reconhecer a importância de aceitar a incerteza e valorizar um entendimento informado.[43]

1. O significado pode ser encontrado em todas as soluções. O crescimento e a transformação pessoal que um indivíduo é capaz de alcançar, mesmo diante das turbulências e desafios da vida, possibilitam a autotranscendência e a capacidade de escolher o próprio destino. Ao encarar a culpa como uma oportunidade para o crescimento pessoal e perceber as transições da vida como chances para agir de maneira responsável, é possível enfrentar os desafios com uma mentalidade positiva e construtiva.[44] A MMT prevê que, ao experimentar felicidade e esperança, mesmo diante do sofrimento e da morte, o indivíduo consegue usar essa alegria para superar e conviver com seus medos.

1. As tendências motivacionais de evasão e aproximação podem se complementar. Várias teorias da motivação sugerem que o comportamento humano é influenciado por dois sistemas distintos: o sistema de aproximação, que orienta as ações em direção a recompensas potenciais, e o sistema de evasão, que regula o comportamento para evitar ameaças ou punições. Pessoas com uma orientação de aproximação tendem a responder mais a sinais de recompensas, enquanto aquelas com orientação de evasão são mais sensíveis a indícios de possíveis ameaças e punições.[45] Por exemplo, ao buscar alcançar um objetivo, o medo do fracasso pode impulsionar ainda mais o desejo de ter sucesso ou, alternativamente, levar ao insucesso – dependendo da mentalidade do indivíduo. A MMT prevê que o aumento da motivação para viver e morrer bem se associa à tendência de evitar a morte enquanto se estabelecem metas para uma vida feliz e saudável.[46]

### Teorias existenciais
A abordagem existencial, representada por teóricos como Rollo May e Viktor Frankl, entende que a personalidade do indivíduo é regida por escolhas e decisões contínuas em relação às realidades da vida e da morte. Rollo May teorizou que todos os humanos estão cientes de que um dia morrerão, relembrando o adágio latino memento mori. Entretanto, ele também sustentou que é necessário encontrar sentido na vida, o que originou sua principal teoria sobre a ansiedade de morte: todos os seres humanos enfrentam a dicotomia de buscar sentido na vida e, ao mesmo tempo, confrontar o conhecimento de sua morte iminente. May acreditava que essa dicotomia poderia levar tanto a uma ansiedade negativa que prejudica a vida quanto a uma ansiedade positiva que impulsiona uma existência plena de significado e oportunidades.

### Outras teorias
Outras abordagens sobre a ansiedade de morte foram introduzidas na segunda metade do século XX. Uma outra abordagem é a teoria do arrependimento, apresentada por Adrian Tomer e Grafton Eliason. O foco principal dessa teoria é a forma como as pessoas avaliam a qualidade e/ou o valor de suas vidas. A possibilidade da morte geralmente aumenta a ansiedade se o indivíduo sente que não conseguiu – ou não pode – realizar qualquer tarefa positiva em sua vida. Pesquisas têm buscado desvendar os fatores que podem influenciar o nível de ansiedade experimentado ao longo da vida.

### Significados pessoais da morte
Os seres humanos desenvolvem significados e os associam a objetos e eventos em seu ambiente, o que pode provocar determinadas emoções. Tais significados pessoais acerca da morte podem ser positivos ou negativos. Se os significados formados forem positivos, suas consequências podem ser reconfortantes (por exemplo, a ideia de um efeito dominó que beneficia os que permanecem vivos). Por outro lado, se forem negativos, podem causar tumulto emocional. O significado que cada indivíduo atribui à morte é geralmente único e, por vezes, difícil de compreender para um observador externo. Contudo, através de uma perspectiva fenomenológica, os terapeutas podem compreender a perspectiva individual e auxiliar na elaboração de um significado saudável acerca da morte.

### Religiosidade
Um estudo de 2012 envolvendo estudantes universitários cristãos e muçulmanos dos EUA, Turquia e Malásia constatou que a religiosidade correlaciona-se positivamente com o aumento do medo da morte.
Em 2017, uma revisão de literatura constatou que, nos Estados Unidos, tanto os muito religiosos quanto os nada religiosos apresentam níveis menores de ansiedade de morte, e que essa redução é comum com o avançar da idade.
Em 2019, um estudo examinou mais a fundo como a religiosidade se relaciona com a morte e a ansiedade existencial por meio da aplicação do conceito de agência sobrenatural. Segundo esse estudo, a ansiedade existencial relaciona-se com a ansiedade de morte por meio de um leve nível de preocupação acerca do impacto que a própria vida terá diante de seu fim inesperado. Verifica-se que a agência sobrenatural existe independentemente, em um plano dimensional distinto do indivíduo, e, por isso, é considerada algo que não pode ser controlado diretamente. Frequentemente, essa agência é equiparada aos desejos de um poder superior, como Deus ou outras grandes forças cósmicas. A incapacidade de controlar a agência sobrenatural desencadeia diversos aspectos psicológicos que induzem intensos períodos de ansiedade de morte ou existencial. Um dos efeitos psicológicos é a tendência aumentada de atribuir causalidade a essa agência ao lidar com fenômenos naturais. Observa-se que, embora os indivíduos possuam sua própria forma inata de agência, atribuir a agência sobrenatural às ações e decisões humanas pode ser desafiador. Entretanto, quando se trata de causas e consequências naturais, em que não há outra forma de agência, torna-se mais fácil fazer essa atribuição sobrenatural.
Um estudo realizado entre peregrinos no Ardh Kumbh Mela na Índia identificou uma ligação entre crenças religiosas fortes – especialmente na reencarnação – e a redução da ansiedade de morte entre hindus idosos. A pesquisa constatou que, embora certas práticas religiosas – como o Ganga snan (banho ritualístico no rio Ganges) – não afetem significativamente a ansiedade de morte, uma crença firme na vida após a morte e na busca de sentido de fato a reduzem.

## Aceitação da morte e ansiedade de morte
Pesquisas também têm investigado como a capacidade de aceitar a própria morte inevitável pode ter um efeito positivo no bem-estar psicológico ou reduzir o nível de angústia individual. Um estudo realizado em 1974 propôs uma nova escala para medir a aceitação da morte, em contraste com a ansiedade de morte. Após a aplicação de um questionário sobre a aceitação da morte, os pesquisadores encontraram uma correlação negativa baixa entre a aceitação da própria morte e a ansiedade a respeito dela – quanto maior a aceitação, menor a ansiedade. Embora aqueles que aceitam sua própria morte ainda possam sentir certa ansiedade, essa aceitação possibilita uma perspectiva mais positiva sobre o tema.
Indivíduos expostos a pessoas próximas da morte ou que já faleceram parecem passar por uma mudança de paradigma em sua maneira de pensar acerca da morte.
Um estudo longitudinal mais recente solicitou que pacientes com câncer, em diferentes estágios, respondessem a questionários para avaliar seus níveis de aceitação da morte, ansiedade geral, desmoralização, entre outros. Os mesmos instrumentos aplicados um ano depois indicaram que níveis mais elevados de aceitação da morte previam níveis menores de ansiedade de morte nos participantes.

## Fenômeno do corredor da morte
O fenômeno do corredor da morte refere-se ao sofrimento e à ansiedade observados em detentos que aguardam execução, o que pode aumentar o risco de tendências suicidas e delírios psicóticos. Fatores que contribuem para esse fenômeno incluem o confinamento solitário, a falta de interação social e o impacto psicológico decorrente dos crimes cometidos. Um estudo que coletou dados sobre suicídios no corredor da morte, entre 1978 e 2010, constatou que a taxa de suicídios entre esses detentos era superior à dos suicídios na população prisional masculina, bem como dos homens na sociedade, independentemente do aumento na supervisão dos condenados.

## Crianças
A ansiedade de morte normalmente tem início na infância. A documentação mais antiga do medo da morte foi identificada em crianças a partir dos 5 anos de idade. Foram utilizados métodos psicológicos e medidas de tempo de reação para mensurar o medo da morte em crianças pequenas. Estudos recentes empregam escalas de questionário para avaliar esse medo. Existem diversos testes, incluindo a Escala de Ansiedade de Morte para Crianças (DASC), desenvolvida por Schell e Seefeldt. Contudo, a versão mais comum deste teste é a Escala Revisada de Medo para Crianças (FSSC‑R). A FSSC‑R descreve estímulos específicos de medo, e as crianças devem avaliar o grau em que cada situação ou item as deixa ansiosas ou com medo. A versão mais recente da FSSC‑R apresenta os cenários de forma pictórica para crianças a partir dos 4 anos, sendo denominada Questionário de Medo do Coala (KFQ). Os estudos indicam que os medos das crianças podem ser agrupados em cinco categorias, sendo uma delas a morte e o perigo. Essa resposta foi observada em crianças de 4 a 6 anos, conforme o KFQ, e também entre aquelas de 7 a 10 anos. A morte é o item mais temido e continua sendo o mais temido ao longo da adolescência.
Um estudo com 90 crianças, de 4 a 8 anos, realizado por Virginia Slaughter e Maya Griffiths, demonstrou que uma compreensão mais madura do conceito biológico de morte está correlacionada a um menor medo da morte. Isso sugere que ensinar às crianças sobre a morte (no sentido biológico) pode ajudar a reduzir esse medo.

## Relação com o apego adulto
A ansiedade de morte refere-se ao medo da morte e do desconhecido que a acompanha. Por sua vez, o apego adulto diz respeito ao vínculo emocional entre duas pessoas, frequentemente parceiros românticos, que proporciona segurança e conforto. Pesquisas indicam que há uma relação complexa entre a ansiedade de morte e o apego adulto.
De acordo com a Teoria do apego, os indivíduos exibem diferentes padrões de apego. Estudos revelam que aqueles que apresentam maior ansiedade de morte tendem a possuir estilos de apego menos seguros, caracterizados pelo medo do abandono e pela falta de confiança nos outros, o que dificulta a formação de relacionamentos íntimos e de apoio. Tais indivíduos também podem ter dificuldade em lidar com a ideia da morte, pois sentem ausência de suporte e segurança em suas relações.
Por outro lado, indivíduos com estilos de apego mais seguros tendem a apresentar níveis menores de ansiedade de morte, possivelmente porque se sentem mais apoiados e conectados aos outros, proporcionando-lhes conforto e segurança ao lidarem com a ideia da morte.
Há evidências que sugerem que o aumento da curiosidade social, fundamental para as relações interpessoais, pode reduzir a ansiedade de morte. Em um estudo específico, a curiosidade social – ao promover conexões e relações interpessoais – atua como uma forma de imortalidade simbólica, um conceito que pode ajudar a reduzir o medo da morte.

## Sexo
A relação entre a ansiedade de morte e o sexo do indivíduo parece ser forte. Estudos demonstram que as mulheres tendem a apresentar níveis maiores de ansiedade de morte do que os homens. Em 1984, Thorson e Powell realizaram um estudo com homens e mulheres, com idades a partir dos 16 anos até acima dos 60, utilizando a Escala de Ansiedade de Morte e outras escalas, como a Escala de Medo da Morte de Collett-Lester, que evidenciaram pontuações médias mais elevadas para as mulheres. Além disso, os pesquisadores sugerem que a idade e a cultura podem influenciar significativamente por que as mulheres obtêm escores mais altos nessas escalas do que os homens.
Ao longo da evolução, desenvolveu-se um método básico para lidar com a ansiedade de morte e com a perda. A negação é empregada quando memórias ou sentimentos se mostram dolorosos demais para serem aceitos, sendo frequentemente rejeitados. Manter a ideia de que o evento da morte jamais ocorreu, em vez de aceitá-lo, permite ao indivíduo mais tempo para enfrentar a dor inevitável. Quando um ente querido falece, a negação é frequentemente utilizada como mecanismo para lidar com a realidade da perda. Famílias mais unidas tendem a enfrentar a morte de forma mais saudável do que quando o luto é enfrentado de forma isolada. Com o afastamento da sociedade e das famílias, diminui-se também o tempo dedicado ao luto, o que pode levar a emoções negativas e a uma visão mais desfavorável da morte. As mães, por exercerem um papel de cuidado na família, demonstram maior preocupação com a morte. Esse papel pode contribuir para que as mulheres manifestem níveis maiores de ansiedade de morte, enfatizando a "importância de viver" para seus descendentes. Embora seja de conhecimento geral que todos os seres vivos morrem, muitas pessoas não aceitam sua própria mortalidade, preferindo negar a inevitabilidade da morte e o fato de que um dia irão falecer.

## Idade e sexo
Utilizando a escala de Medo da Morte de Collett‑Lester, estudos podem ser realizados para examinar os efeitos da idade e do sexo sobre a ansiedade de morte. Em 2007, a comparação de dois estudos forneceu evidências de que a ansiedade de morte atinge seu pico em homens e mulheres durante os 20 anos; após essa faixa etária, o sexo passa a influenciar o padrão de diminuição do medo. Embora ambos os sexos possam apresentar redução nas preocupações com a morte com o avançar da idade, observou‑se um segundo pico inesperado nas mulheres, por volta dos 50 anos. Independentemente do sexo, após os 60 anos os níveis de ansiedade de morte tendem a diminuir e se estabilizar em patamares baixos.
Um estudo com idosos residentes em uma instituição de cuidados constatou que muitos não se preocupam tanto com o destino de sua alma após a morte, mas sim com o que terão de enfrentar no processo, relacionado à saúde pessoal, deterioração e autoestima. Além disso, verificou‑se que as mulheres tendem a se preocupar mais com as pessoas que deixarão para trás e com as perdas em seu convívio, muitas vezes mais do que consigo mesmas.
Outro estudo realizado com homens e mulheres negros e brancos com mais de 65 anos constatou que raça e sexo não são os fatores mais determinantes na ansiedade de morte em idades avançadas; a idade revelou-se o preditor mais significativo, especialmente para as mulheres, enquanto nos homens essa relação foi menos evidente. O estudo também sugeriu que essa diferença pode estar relacionada às distintas formas de comunicação sobre a morte entre homens e mulheres.

## Medindo
Existem diversas formas de medir a ansiedade e o medo da morte. Em 1972, Katenbaum e Aeinsberg propuseram três proposições para essa mensuração. A partir desse ponto, as ideologias sobre a ansiedade de morte puderam ser registradas e seus atributos listados. Métodos que variam desde tarefas de imaginação até questionários simples e testes de apercepção – como o Efeito Stroop – permitem aos psicólogos determinar se uma pessoa está sob estresse devido à ansiedade de morte ou ao Transtorno de estresse pós-traumático.
A Escala de Atitude em Relação à Morte de Lester foi desenvolvida em 1966, mas só foi publicada em 1991, quando sua validade foi confirmada. Ao mensurar a atitude geral diante da morte e as inconsistências nessas atitudes, os participantes são avaliados quanto à sua predisposição favorável à morte.
Uma revisão sistemática de 21 medidas de autodeclaração de ansiedade de morte encontrou que muitas delas apresentam propriedades psicométricas problemáticas.

## Ansiedade de morte e COVID-19
Milhões de pessoas ao redor do mundo morreram devido à COVID-19 durante a Pandemia de COVID-19. A pandemia representa um estressor psicológico para os medos preexistentes relacionados à ansiedade de morte. Constatou‑se que a ansiedade de morte relacionada à COVID-19 influencia o julgamento das pessoas ao longo de suas vidas. Em um estudo australiano, constatou‑se que indivíduos que temem ser mais suscetíveis a contrair e morrer de COVID-19 apresentam níveis mais elevados de ansiedade de morte, havendo correlação positiva entre essa ansiedade e perturbações psicológicas gerais, como depressão, ansiedade, estresse e paranoia. Os participantes também apresentaram maior medo de morrer por COVID-19 (média de 22%) do que a taxa de fatalidade australiana (2%). Indivíduos idosos – que já eram propensos à ansiedade de morte fora do contexto pandêmico – têm seu medo exacerbado. O medo de morrer por COVID-19 também tem sido um dos principais fatores de angústia psicológica em diversos países durante a pandemia, afetando especialmente mulheres e pessoas com menor nível educacional. Durante a pandemia, a ansiedade de morte tem contribuído significativamente para o declínio do bem-estar mental entre profissionais de auxílio, como enfermeiros e assistentes sociais.